# Irmãs de Nossa Senhora de Namur
As Irmãs de Nossa Senhora de Namur, mais conhecido como Irmãs de Notre Dame de Namur, é uma congregação religiosa feminina da Igreja Católica, dedicada à educação dos mais pobres.
Congregação fundada em 1804, em Amiens, França, durante o Período Napoleônico (1799-1815), por Santa Júlia Billiart (1751-1816) e Maria Luiza Francisca Blin de Boudon (1756-1838), condessa de Gézaincourt, na vida religiosa Madre São José, sob a direção espiritual do padre jesuíta Joseph Varin.
A missão inicial da congregação era a educação dos jovens e a formação de professores de religião. As regras da congregação e sua espiritualidade são de inspiração inaciana.
A congregação está presente nos seguintes países: Congo, Quênia, Nigéria, África do Sul, Zimbábue, Bélgica, Grã-Bretanha, França, Itália, Escócia, Japão, Estados Unidos, Nicarágua, Peru e Brasil.
No Brasil as Irmãs de Nossa Senhora de Namur estão no Pará (Belém, Anapu, Itaituba, Região do Xingu), no Ceará (Fortaleza), em Estância e Tobias Barreto (Sergipe) e no Rio Grande do Sul 
Na missão em Anapu, Pará, ocorreu o assassinato de Irmã Dorothy Stang.

## Declaração de missão
Em sua declaração de missão, as religiosas deste instituto se autodefinem como «mulheres cujos corações são grandes como o mundo, que fazem conhecida a bondade de Deus e seu amor pelos pobres por meio de um modo de vida evangélico, pela comunidade e pela oração. Continuando uma forte tradição de educação, assumem sua posição junto aos pobres, especialmente mulheres e crianças, nos lugares mais abandonados. Cada religiosa desta congregação compromete sua única vida a trabalhar com os outros e outras para criar justiça e paz para todos.»